# Dormitorium
Dormitorium, av latinets dormio, sova, slumra, är en sovsal i kloster eller konvent till exempel hos cistercienserna där munkarna respektive nunnorna inte har egna celler utan sover gemensamt. 
Hos cistercienserna ligger dormitoriet i regel en våning upp med dels en dagtrappa som ansluter till korsgången, dels en nattrappa som leder direkt ned i kyrkan. 